# Diabo (departamento)
Diabo é um departamento ou comuna da província de Gourma no Burkina Faso. A sua capital é a cidade de Diabo.
Em 1 de julho de 2018 tinha uma população estimada em 55319 habitantes.